# Anien
Anien est un jurisconsulte du Ve siècle apr. J.-C.

## Biographie
Il serait mort à Vouillé en 507.

## Œuvres
Il composa en 506, par ordre d'Alaric II, roi des Wisigoths, le code dit Bréviaire d'Alaric, où il réduisit à deux livres les quatre livres des Institutes de Gaïus. Il publia en outre quelques fragments du Code Grégorien et du Code de Théodose.